# Listes des anciennes communes des Pays-Bas
Cet article regroupe les liens vers les différentes listes des anciennes communes des Pays-Bas, classées par province.

## Listes par province
- Brabant-Septentrional
- Drenthe
- Frise
- Groningue
- Gueldre
- Hollande-Méridionale
- Hollande-Septentrionale
- Limbourg
- Overijssel
- Utrecht
- Zélande